# Bulbophyllum gadgarrense
Bulbophyllum gadgarrense là một loài phong lan thuộc chi Bulbophyllum.